# 天宝镇 (新泰市)
天宝镇是中华人民共和国山东省新泰市下辖的一个镇。位于新泰的西部，全镇总面积158平方公里，辖50个行政村，人口8.1万人，耕地面积8.7万亩。

## 地理
天宝镇的北部是徂徕山，南部则是平原，南界是柴汶河。东距新泰市区45公里，西距泰安市区40公里。

## 建制沿革
1956年3月，因徂阳县撤销划归新泰，设天宝区：领 西峪、西庄、官庄、天宝、时羊、黄花岭6乡。
1958年3月，撤区并乡设立天宝乡、黄花岭乡。
1958年9月，撤销乡镇，成立天宝公社；1968年更名红旗公社；1979年复名天宝公社。
1984年4月，建天宝办事处，1985年设天宝镇、大东庄乡，1994年大东庄撤乡设镇。
2000年，撤销大东庄镇，并入天宝镇。

## 行政区划
天宝镇分50个行政村。
天宝一村、天宝二村、天宝三村、天宝四村、天宝五村、天宝六村、苏家庄村、下疃村、北汶西村、陈汶西村、杨汶西村、南汶西村、郭家庄村、时家庄村、西羊舍村、东羊舍村、古城村、城东村、彭家庄村、上官庄村、下官庄村、寇家庄村、花拉湾村、涝洼村、黄花岭村、颜前村、颜后村、豪山前村、寨山前村、魏家沟村、年家峪村、大东庄村、大西庄村、小东庄村、小西庄村、西朴里村、河西村、槐林村、庄庄村、赵庄村、杨庄村、前寺村、后寺村、寨山东村、大西峪村、小西峪村、东峪村、黄道沟村、高山崖村、松棚村。

## 经济
天宝镇以农业为主，主要作为为樱桃、板栗、茶叶、蔬菜等。
有“中国樱桃第一镇”、“鲁中板栗”之乡、“泰安菜园”等美誉。

## 教育
天宝镇有天宝一中、二中等12座中小学。

## 风景名胜

### 徂徕山光华寺
光化寺依山傍水，坐落于山之坳，周围群山起伏。始建于后魏，距今有1500余年，至隋而有光化寺之名。北宋时寺庙殿宇堂庑尽为灰烬。蒙古定宗元年(1246年)左副元帅时珍重整寺院，尽复旧观。清朝间乡人皆相继增修。走进寺内,有大雄宝殿和两厢配殿。大雄宝殿为正殿，四壁上有二十余幅壁画，据说与岱庙的壁画《泰山神启跸回銮图》出自同一画师之手，虽历经沧桑，画中山水人物仍清晰可见。殿内供有佛祖释迦牟尼、十八罗汉。殿内四壁有元代壁画,甚精美,但已驳蚀。寺东南一里为墓塔林，已毁。寺内有古松、古柏各一株,树龄均在千年以上。柏名“三义柏”，一本三株，轩邈竞上，笔立堆翠。古松称“蔽寺松”，亦叫“佛爷松”，松极茂，状似丹凤展翅，冠盖一亩余地。松旁有山泉流过，淙淙竟日，清人沈桂清有诗《徂徕光华寺》赞曰“僧卧峰巅阁，鹤巢松顶云”。

### 隐仙观
隐仙观就建在两溪交汇之处。前临山涧，后倚断崖，松摩飞檐，云挂兽脊。游人入观，有乱石可渡，有断桥可通。据《泰安县志》记载，隐仙观为明万历年间道士于（左虫右元）虚所创建。于为汶上人，年八十羽化，又称蝉蜕真人，隐仙之名由此而来。隐仙观整个建筑群落依山就势，结构布局自然巧妙。主要建筑有吕祖殿、三清殿、玉皇阁等。吕祖殿奉祀八仙之一的吕洞宾。吕祖殿东一箭之地，便见三清殿。三清殿内塑有玉清（元始天尊）、上清（灵宝天尊）、太清（道德天尊）的神像。元始天尊为三清首席，位居正中。左首是灵宝天尊，居住禹余天上清仙境。右首是道德天尊，又叫太上老君，即老子。殿前有山神庙、昆仑洞等诸多景点。
隐仙观东一公里，有一处由几块巨石组成的石屋。石屋之上，有清康熙年间大学士赵国麟题刻的“炼丹炉”三个大字。炼丹砂是道家的嗜好，徂徕山炼丹炉的规模更是不同凡响。
炼丹炉南，又有巨石平展如床，传为陈抟老祖曾憩息于此，人称“陈抟酣睡处”。 陈抟，又名希夷，为五代时人，落榜后郁郁寡欢，先隐居武当山，后移居华山，达四十年之久。“遇天人之际”，开创一代学风。他以“无极图”刻石华山，他总结的内丹道法，成为宋以后道教修持方法的主流。研究“易经”、“老子”自成一家。陈抟这一觉，在徂徕山足足睡了一百多天，醒后发现邀他的吕洞宾已外出云游，便不辞而别，回华山去了。
炼丹炉东，有大片山坡，山坡曰陂，礤石即大面积石皮，古名礤石陂，礤石峪也因此而得名。陂为缓坡，光滑可鉴。夏日山雨成溪，溪泻陂而滑下，至陡崖成瀑布，轰响如雷，雪浪排空溅跳珠，此为礤石峪一胜景，蔚为壮观。
隐仙观西南为桃花峪，桃花峪南峰顶有平台，绿松掩映其上，传为于（左虫右元）虚升仙处。清乾隆年间，泰安知府颜希琛题刻“升仙台”三个大字。颜氏一门三代，均在泰安立过廉政箴言碑，碑文为“吏不畏吾严而畏我廉，民不服吾能而服我公；廉则吏不敢欺，公则民不敢慢，公生廉，廉生威”。为官若此，斯民之大幸也。